# 馮灼文
馮灼文（1763年1月24日—？年），字華亭，號鳳溪，四川敘州府慶符縣人，由乾隆己酉拔貢，五十九年署大邑訓導，六十年署馬邊廳訓導，同年任大竹教諭，嘉慶五年署郫縣教諭，嘉慶六年任鄰水縣教諭。十七年署仁壽訓導，二十年署射洪教諭，二十二年署鹽源訓導，道光三年署彭水訓導，道光十四年任江油教諭。